# توماس برادبري
توماس برادبري (بالإنجليزية: Thomas Bradbury)‏ (20 نوفمبر 1859 - 23 أغسطس 1917) هو لاعب كريكت بريطاني (وحمل سابقاً جنسية المملكة المتحدة لبريطانيا العظمى وأيرلندا).